# Robert Emmet Odlum

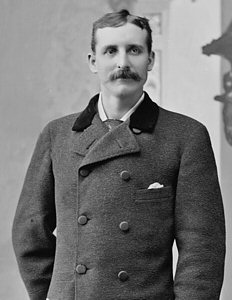
Robert Emmet Odlum

Robert Emmet Odlum (* 31. August 1851 in Ogdensburg, New York; † 19. Mai 1885 in New York City) war ein US-amerikanischer Schwimmlehrer. Er sprang 1885 als erster Mensch von der knapp 40 m hohen Brooklyn Bridge und verstarb dabei.

## Frühes Leben
Robert Emmet Odlum wurde am 31. August 1851 in Ogdensburg, New York als Sohn von Richard und Catherine Odlum geboren. Er wurde nach dem irischen Nationalisten Robert Emmet benannt. Odlum war eines von sieben Kindern, von denen nur vier das Kindesalter überlebten. Seine ältere Schwester Charlotte Odlum setzte sich ab dem späten 19. Jahrhundert für die ökonomische Gleichberechtigung von Frauen ein. Sein älterer Bruder David Odlum diente unter dem Namen Charles Rogers in der Union Army im Sezessionskrieg und verschwand nach der Schlacht von Shiloh; bis heute ist nicht bekannt, ob er getötet oder gefangen genommen wurde bzw. desertierte.
Odlum war bereits als Kind ein hervorragender Schwimmer. Nach dem Tod des Vaters in den 1850er Jahren reisten die Odlums erst nach New Orleans, dann nach New York City, Boston, Detroit, Cleveland und Montreal, Kanada. Schließlich ließen sie sich in St. Louis nieder. 1860 folgte eine Reise nach Kuba. Sie kehrten am 21. März 1861 nach New Orleans zurück. Auf der Suche nach David Odlum reisten sie nach Cairo (Illinois) und Paducah (Kentucky). 1862 zogen sie nach Memphis, Tennessee. Am 4. April 1864 wurde das Haus der Odlums in Memphis bei Vorbereitungen für ein Gefecht zerstört. 1865 zogen sie nach Mobile, Alabama.

## Karriere
Von 1869 bis 1870 arbeitete Robert Odlum als Teehändler in Philadelphia; im United States Census 1870 war er außerdem als Eisenbahnschaffner gelistet. Später zog er nach St. Louis, wo er für seine Schwester beim Magazin Inland Monthly arbeitete. Odlum lebte und arbeitete in den 1870er Jahren in Chicago, Illinois. Etwa 1878, als er nach Washington, D.C. umzog, gründete er eine Schwimmschule, die er Natatorium nannte. Bei den Bürgern von Washington wurde er fortan als „Professor“ bekannt. Zu den Schülern seiner Schwimmschule gehörten unter anderem die Tochter und Söhne der ehemaligen Präsidenten Rutherford B. Hayes und James A. Garfield sowie die Kinder von James G. Blaine und General William Tecumseh Sherman. Kurz vor dem Ruderrennen im Potomac River von 1880 schwamm er die komplette Strecke.
Odlum verbesserte sein Natatorium im Winter 1880. Die Saison-Eröffnung im April 1881 wurde unter anderem von Präsidentengattin Lucretia Garfield besucht. Odlum fügte seinem Schwimmbad außerdem eine Turnhalle hinzu.
Trotz seines Erfolgs war Odlum ab 1881 rastlos. Seiner Biographie zufolge rief er „jeden Mann in den Vereinigten Staaten auf, gegen ihn zu schwimmen“. Seine Wette akzeptierte allerdings niemand. Odlum stellte regelmäßig seine Fähigkeiten als Schwimmer und Taucher zur Schau. Am 4. Juli 1881 sprang er von einer knapp 27,5 Meter hohen Brücke.
Im Juni 1882 trat Odlum mit Kunststücken auf. Er sprang in Marshall Hall von 33,5 Meter Höhe ins Wasser. Obwohl er ungünstig aufkam, blieb er unverletzt.
Nachdem das Natatorium bankrottgegangen und geschlossen worden war, wurde Odlum als „Professor für Schwimmen“ und Rettungsschwimmer im Hygeia Hotel in Fort Monroe angestellt. Am 10. August 1882 schwamm Odlum 29 km von Old Point Comfort nach Ocean View (Norfolk) und zurück, die letzte halbe Stunde musste er in Hampton Roads gegen die Gezeiten schwimmen. Während er im Hygeia Hotel angestellt war, rettete er drei Menschen das Leben, darunter das von „Sky“ Colfax, dem 16-jährigen Sohn des ehemaligen Vizepräsidenten Schuyler Colfax.

## Tod

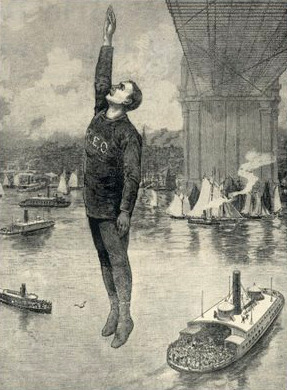
Odlum springt von der Brooklyn Bridge

Am 19. Mai 1885 war Odlum die erste Person, die von der 1883 fertiggestellten Brooklyn Bridge in New York sprang. Seine Motivation dafür war unter anderem, zu demonstrieren, dass Menschen nicht durch das Fallen durch Luft sterben können. Dieser verbreitete Glaube hinderte Leute daran, bei Feuern aus brennenden Gebäuden in ein Fangnetz zu springen. Odlum wollte außerdem berühmt werden und sah im Sprung eine Chance, sich und seine Mutter finanziell zu unterstützen.
Am Morgen des 19. Mai unterhielt er durch Kunststücke eine Gruppe von Leuten auf Paul Boytons Schiff, mit Boyton hatte er bereits zuvor hierfür zusammengearbeitet. Boyton gab später an, dass Odlum sagte, er habe eine Redemptoristen-Kirche besucht und dort die Beichte abgelegt. Der Polizei waren Odlums Pläne bekannt. Odlum schickte daher zwei Freunde, James Haggart und Mr. Cluss, mit einem Taxi auf die Brücke. Haggart sollte die Polizei ablenken, indem er sich als Springer ausgab. Ein Schlepper mit Zuschauern sowie einem von Odlum engagierten Rettungsschwimmer näherte sich bis auf 100 Meter der Brücke.
Um 17:35 Uhr Ortszeit sprang Odlum von der knapp 40 m hohen Brücke. Es wehte ein starker Wind, als Odlum sprang, wodurch er etwas gedreht wurde. Er kam daher mit einem Fuß und der rechten Hüfte auf dem Wasser auf. Da der Rettungsschwimmer nicht reagierte, schwamm Boyton zu Odlum. Der leblose Odlum wurde in das Boot gehoben und dort versucht zu reanimieren. Kurzzeitig erlangte er das Bewusstsein und fragte „Is it all over? … Did I make a good jump?“, auf Deutsch etwa „Ist es alles vorbei? ... Habe ich einen guten Sprung hingelegt?“. Als er begann, Blut zu spucken, fragte er „Am I spitting blood?“ („Spucke ich Blut?“). Ein Freund von Odlum aus Boston versicherte ihm, die Flüssigkeit sei nur Brandy. Beim schweigenden Odlum begannen nun innere Blutungen. Ein gerufener Rettungswagen war zu spät vor Ort, Odlum verstarb um 18:16 Uhr. Ein Bestatter brachte seinen Leichnam zu Coroner William H. Kennedy.
Die Obduktion ergab, dass Milz, Leber und Nieren durch den Aufprall zerrissen waren. Odlums erste, dritte und fünfte Rippe waren gebrochen. Als Todesursache wurde eine Gehirnerschütterung festgestellt.
Odlums Beerdigung fand in Washington, D.C. statt. Unter den Ehrungen befand sich eine Nachbildung der Brooklyn Bridge aus Blumen. Der römisch-katholische Gottesdienst wurde vom Pfarrer Ahern von St. Matthews in Washington durchgeführt. Die Predigt ehrte die Bemühungen von Odlum, als Rettungsschwimmer Leben zu retten. Odlum wurde auf dem Mount Olivet Cemetery beigesetzt.

## Nachwirkung
Odlums Schwester Charlotte Smith besuchte am 28. Mai New York. Odlums Herz und Leber waren entfernt worden, der Coroner leugnete im Gespräch mit Charlotte allerdings jegliche Verantwortung. Odlums Mutter, Catherine, gab Paul Boyton die Schuld am Tod ihres Sohnes. Boyton richtete einen Brief an sie, in dem er die Verantwortung ablehnte. Der Brief wurde unter anderem in der New York Times veröffentlicht. Anschließend trafen sich die beiden in New York. Ihren Schilderungen zufolge wurden zwei von Boyton engagierte Männer, die sich als Anwalt und Richter ausgaben, zu ihr gesendet. Sie sollte laut Forderungen der Männer nicht gegen Boyton aussagen, da sie sonst wegen Diffamierung angeklagt werden würde. Catherine Odlum gab an, Boyton habe Briefe und Telegramme, die sich Boyton und Robert Odlum geschickt hatten, vernichtet. Die Briefe sollen Odlum angeblich aufgefordert haben, nach New York zu reisen und von der Brücke zu springen. Später schrieb sie die Biografie ihres Sohnes, The Life and Adventures of Prof. Robert Emmet Odlum, Containing an Account of his Splendid Natatorium at the National Capital…, die 1885 veröffentlicht wurde.
Am 23. Juli 1886 wurde angeblich Steve Brodie der erste Mensch, der einen Sprung von der Brooklyn Bridge überlebte. Es stellte sich allerdings später heraus, dass der Sprung durch den Wurf einer Attrappe gefälscht worden war. Tatsächlich überlebte Larry Donovan den Sprung als erster; er sprang einen Monat nach Brodies angeblichem Sprung.

## Privatleben
Robert Emmet Odlum heiratete nie und lebte auch als Erwachsener noch lange Zeit bei Mutter und Schwester. Odlum war mit Matthew Webb befreundet, der 1883 beim Versuch verstarb, die Whirlpool Rapids, extrem starke Stromschnellen und Strudel des Niagara-Flusses, die sich circa vier Kilometer stromabwärts (nördlich) der Niagarafälle befinden, zu durchschwimmen.